# Четвертичный сектор экономики

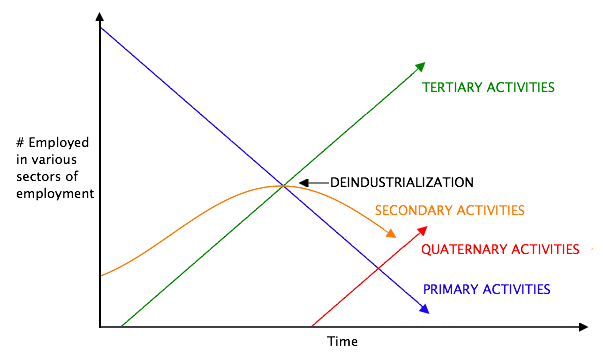
Смена ведущих секторов экономики. Четвертичный сектор обозначен красной линией.

Четвертичный сектор экономики — области экономики, входящие в понятие экономики знаний. Включает в себя научные исследования и разработки, необходимые для производства изделий из природных ресурсов. 
Например, лесозаготовительная компания может исследовать способы использования частично сожженной древесины таким образом, чтобы неповрежденные части древесины можно было переделать в  древесную массу для производства бумаги. 
Информационные технологии и отрасль образования (экономика образования) также включаются в этот сектор.